# Haemaphysalis simplex
Haemaphysalis simplex este o specie de căpușe din genul Haemaphysalis, familia Ixodidae, descrisă de Neumann în anul 1897.
Este endemică în Madagascar. Conform Catalogue of Life specia Haemaphysalis simplex nu are subspecii cunoscute.